# Mali rombidodekaeder
| Mali rombidodekaeder                   | Mali rombidodekaeder                                   |
| -------------------------------------- | ------------------------------------------------------ |
|                                        |                                                        |
| Vrsta                                  | uniformni zvezdni polieder                             |
| Elementi                               | F = 32, E = 120, V =60 ({\displaystyle \chi \,} = -28) |
| Stranske ploskve po stranicah          | 20{6}+12{10}                                           |
| Wythoffov simbol                       | 3 5 (3/2 5/4) \|                                       |
| Simetrijska grupa                      | Ih, [5,3], *532                                        |
| Bowerjeva okrajšava                    | Sird                                                   |
| Sklici                                 | U50, C64, W90                                          |
| mali dodeciikozakron (dualni polieder) | 4.10.4/3.10/9 slika oglišč                             |

## Sorodni poliedri
Ima enako razvrstitev oglišč kot mali zvezdni prisekan dodekaeder in uniformni sestav sestav šestih pentagramskih prizem ali sestav dvanajstih pentagramskih prizem. Razen tega ima enako razvrstitev robov kot rombiikozidodekaeder, ki ima skupne kvadratne stranske ploskve ter mali dodeciikozaeder, ki pa ima skupne desetkotne stranske ploskve. 
| rombiikozidodekaeder             | mali dodeciikozidodekaeder         | mali rombidodekaeder                   |
| mali zvezdni prisekan dodekaeder | sestav šestih pentagramskih prizem | sestav dvanajstih pentagramskih prizem |